# Ringland, Norfolk
Ringland är en ort och civil parish i Storbritannien.   Den ligger i grevskapet Norfolk och riksdelen England, i den sydöstra delen av landet, 160 km nordost om huvudstaden London. Ringland ligger 14 meter över havet och antalet invånare är 217.
Terrängen runt Ringland är platt. Runt Ringland är det mycket tätbefolkat, med 2 431 invånare per kvadratkilometer. Närmaste större samhälle är Norwich, 10,8 km sydost om Ringland. Trakten runt Ringland består till största delen av jordbruksmark.